# Hôtel de Ville (Livry-Gargan)

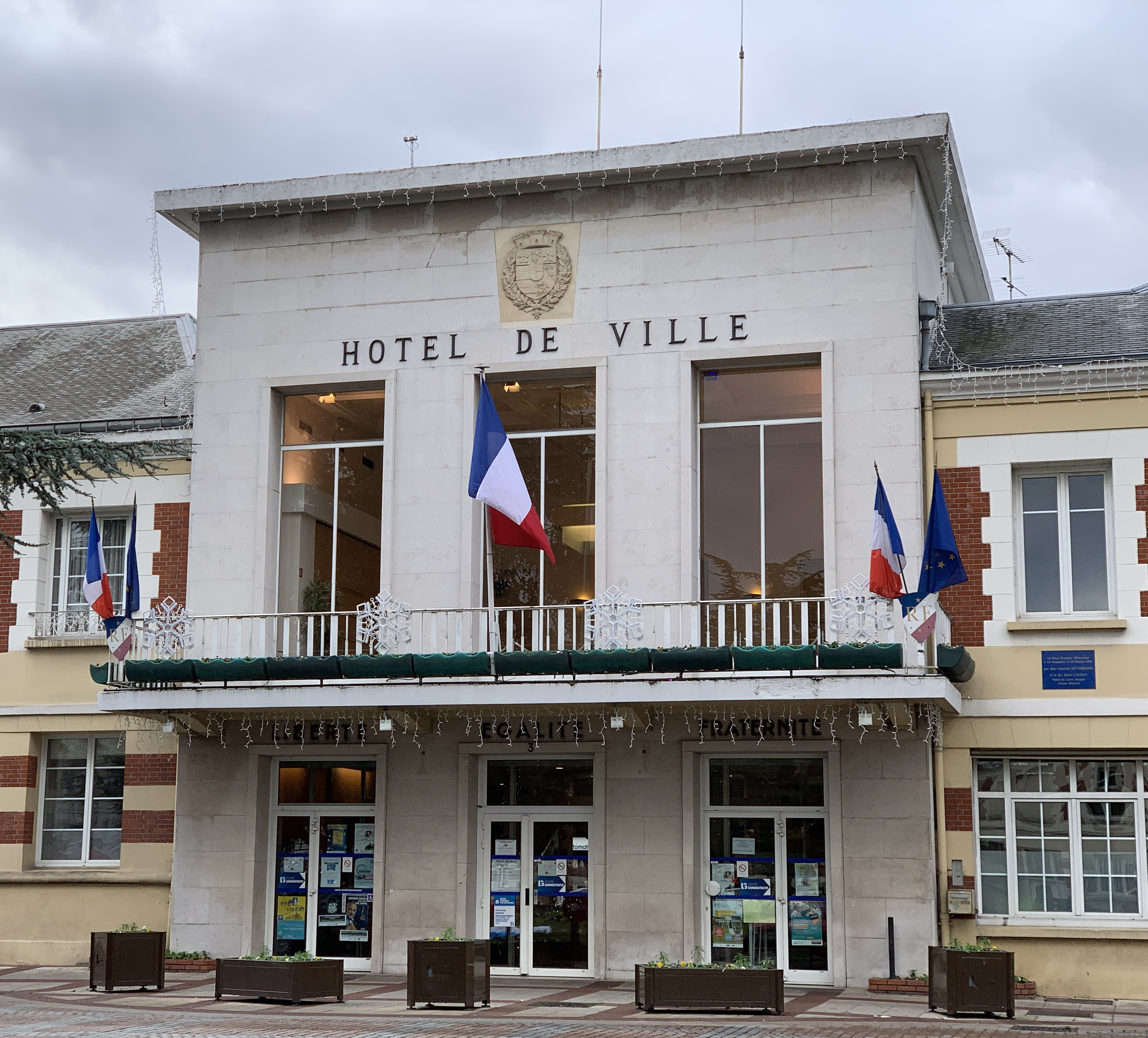
Hôtel de Ville in Livry-Gargan

Das Hôtel de Ville (deutsch Rathaus) in Livry-Gargan, einer französischen Stadt im Département Seine-Saint-Denis in der Region Île-de-France, wurde um 1900 errichtet. Das Hôtel de Ville steht an der Place de l’Hôtel de Ville.
Da die Stadt einen ständigen Bevölkerungszuwachs hatte, war der Neubau für die größere Verwaltung notwendig geworden. Das Rathausgebäude entstand auf einem herrschaftlichen Anwesen, das 1898 von der Gemeinde gekauft wurde.